# 1365
Évszázadok: 13. század – 14. század – 15. század
Évtizedek: 1310-es évek – 1320-as évek – 1330-as évek – 1340-es évek – 1350-es évek – 1360-as évek – 1370-es évek – 1380-as évek – 1390-es évek – 1400-as évek – 1410-es évek
Évek: 1360 – 1361 – 1362 – 1363 –  1364 – 1365 – 1366 – 1367 – 1368 – 1369 – 1370

## Események
- Miután Iván Szracimir vidini bolgár cár meghódolt a töröknek, I. Lajos magyar király hadjáratot indít a Balkánra. Beveszi Vidin várát, majd legyőzi a török sereget. Bulgáriából bánságot alapít.
- június 4. – IV. Károlyt Burgundia királyává koronázzák (1378-ig uralkodik).
- július 21. – Marco Cornaro velencei dózse megválasztása (1368-ig uralkodik).
- A bécsi egyetem alapítása
- I. Lajos király városi rangra emeli Miskolcot.

## Halálozások
- július 27. – IV. Rudolf osztrák herceg „az alapító” (* 1339)